# منطقه یونگنینگ
یانگنینگ (به لاتین: Yongning District) یک سکونتگاه مسکونی در جمهوری خلق چین است که در نان‌نینگ واقع شده‌است.

## خصوصیات
یانگنینگ ۱٬۲۵۵ کیلومترمربع مساحت و ۲۵۹٬۷۲۱ نفر جمعیت دارد.